# Unitat Catalana
Unitat Catalana (UC, Unidad Catalana) es un partido político de Francia, de ideología nacionalista catalana, y que actúa en las regiones de habla catalana del departamento de Pirineos Orientales.
Situada al centro derecha del espectro político del nacionalismo catalán en Francia, tiene como objetivo el reconocimiento y el respeto "del hecho diferencial catalán sobre el territorio de Cataluña Norte". Es el partido nacionalista catalán de Francia más antiguo. Históricamente ha mantenido buenas relaciones con Convergència i Unió (en 1999 participaron en la lista de CiU al Parlamento Europeo). Su presidente es Jaume Roure, alcalde-adjunto de Perpiñán y delegado de asuntos catalanes en la corporación municipal. El partido es miembro de Alianza Libre Europea.
Unitat Catalana surgió en 1986, impulsada por Llorenç Planes y Jaume Roure, con el fin de reunir a los catalanistas en un único partido, siendo el producto de la fusión de diversas corrientes preexistentes. Sus militantes procedían del movimiento cultural catalanista y de diferentes grupos ideológicos, desde regionalistas a antiguos militantes de Esquerra Catalana dels Treballadors. El detonante de la creación del partido fueron las elecciones regionales francesas de dicho año, las primeras en las que se instauró el escrutinio proporcional. En ellas, su candidato Andreu Barrere obtuvo 5324 votos (el 2,89 %), sin conseguir sobrepasar a Claudi Gendre, del Parti Socialiste Catalan (PSC).
El resultado les alentó a presentarse a las elecciones municipales del 1989, en las que consiguieron sus primeros representantes electos, 13 concejales, entre ellos Claudi Bordanell (Canohès), Joan Francesc Carrere en Opoul-Périllos y Jaume Roure (en coalición) en Perpiñán (3,6 % de los votos).
En 1989 consiguieron sus primeros representantes electos y en 1993 entraron en el ayuntamiento de Perpiñán de mano de la candidatura Perpignan-Oxygène del alcalde Jean-Paul Alduy, miembro de la UMP y del Partido Radical.
Sin embargo, en las elecciones regionales de 1992 Llorenç Planes obtuvo sólo 3097 votos (1,9 %), puesto que también se presentó la sección norcatalana de Esquerra Republicana de Catalunya, dirigida por Jordi Vera, que obtuvo 1859 votos (1,1 %). En las legislativas de 1993 los resultados de los candidatos de la lista de UC no pasaron de 800 votos.
En el congreso celebrado a Canohès el noviembre de 1993, presidido por Llorenç Planes, participaron representantes de diversos partidos nacionalistas catalanes: Albert Bertrana y Heribert Barrera (ERC), Pere Mayor (UPV), Roger Gotarrodona (PSM), Carles Campuzano (JNC), Rosa Bruguera, Isabel Ruiz y Ramon Espader (CiU). Acordaron algunos pactos locales con ERC y Generation Ecologique.
Desde 1997 llegaron a un acuerdo con la lista Perpignan-Oxygène de Jean-Paul Alduy, miembro de la UMP y del Partido Radical y consiguieron cuatro concejalías al ayuntamiento de Perpiñán (Jaume Roure, Jaume Pol, Josep Gratacós y Joan Pere Olivé). Sin embargo, esta muestra de realismo político es denunciada por el resto de movimientos políticos catalanistas en Francia, los cuales le reprochan a Unitat Catalana que han preferido puestos institucionales a los proyectos defendidos por el catalanismo.
En las elecciones municipales del 1998 el número de concejales del partido llegó a 20. En las elecciones al Parlamento Europeo de 1999, Joan Planes, miembro de Unitat Catalana, fue incluido en la lista de Convergencia i Unió en la circunscripción de España, sin conseguir representación (CiU obtuvo tres europarlamentarios y Planes iba en el puesto 10 de la candidatura).
En 2001 un grupo importante de militantes, entre los cuales se encontraban el dirigente histórico Andreu Barrère, Maité Pull, Pere Mateu y Cristofol Soler dejó UC para integrarse en Bloc Català, el cual, en 2006 se transformó en la nueva federación Convergència Democràtica de Catalunya en los territorios catalanoparlantes de Francia. Unitat Catalana obtuvo seis concejales en las elecciones municipales de 2008, dos en el equipo mayoritario de Perpiñán y algunos en pueblos de los alrededores de dicha ciudad.[cita requerida]
En octubre de 2010 Solidaritat Catalana per la Independència y Unitat Catalana firmaron un pacto de colaboración, de forma que uno pasaba a ser el referente del otro en su territorio respectivo.